# Polyplectropus gedehensis
Polyplectropus gedehensis är en nattsländeart som beskrevs av Georg Ulmer 1951. Polyplectropus gedehensis ingår i släktet Polyplectropus och familjen fångstnätnattsländor. Inga underarter finns listade i Catalogue of Life.